# Wilhelm Erb
Wilhelm Heinrich Erb, född 30 november 1840 i Winnweiler, Pfalz, död 29 oktober 1921 i Heidelberg, var en tysk läkare.
Erb promoverades 1864 i München med en avhandling om pikrinsyrans fysiologiska och terapeutiska verkningar, tog doktorsgraden i Heidelberg med en avhandling om de röda blodkropparnas utveckling och fungerade därefter som docent i internmedicin 1865-80, professor från 1880 vid Leipzigs, från 1883 vid Heidelbergs medicinska poliklinik.
Erb var en av Tysklands främsta forskare inom neurologin och hans undersökningar, som ofta gick hand i hand med den franska skolans (Jean Martin Charcot, Guillaume Duchenne m.fl.), ökade på många områden vår kännedom om dessa sjukdomar och ledde till förbättringar i undersökningsmetoderna. Tillsammans med Carl Friedrich Otto Westphal påvisade Erb senreflexernas betydelse, men för övrigt sträckte sig Erbs undersökningar över en rad fält (ansiktsförlamning, spastisk spinalparalysi, medfödd myotoni (Thomsens sjukdom), myasteni, ryggmärgsförtvining och tilltagande muskelförtvining, myxödem och akromegali). Erbs undersökningar var grundläggande för degenerationsreaktionens, tetanireaktionens och den myotoniska reaktionens vidkommande. Erbs namn förknippas med den Erbska förlamningen, en förlamning av vissa armmuskler, som uppstår vid sträckning i armens stora nervstammar under svåra förlossningar, och Erbs spastiska spinalparalys, en syfilitisk ryggmärgssjukdom, der ger samtidig styvhet och benförlamning. Efter Erb benämns även flera sjukdomar, nämligen inom den grupp nervsjukdomar, som leder till muskelförtvining.
Erb invaldes 1918 som utländsk ledamot av Kungliga Vetenskapsakademien.